# Doxologie
Doxologie neboli chvalořečení (z řeckého doxa – sláva) je slavnostní provolání Boží slávy tvořící závěrečnou část křesťanské modlitby. Ukončuje se zvoláním „Amen“.
Rozlišuje se:
- velká doxologie – Gloria (součást mše); jako velká doxologie se také označuje doxologie na závěr eucharistické modlitby („Skrze něho [tj. Krista] a s ním a v něm je tvoje všechna čest a sláva, Bože Otče všemohoucí, v jednotě Ducha Svatého po všechny věky věků. Amen“);
- malá doxologie – verš „Gloria Patri et Filio et Spiritui Sancto“ (česky „Sláva Otci i Synu i Duchu svatému“), který se připojuje k responsoriím a žalmům.
- jako doxologie se rovněž označuje oslavný verš připojovaný k modlitbě Otčenáš („neboť tvé je království i moc i sláva na věky“).

V pravoslavných církvích je nazývána jako slavosloví.